# Carl Darling Buck
Carl Darling Buck (2 octobre 1866 - 8 février 1955), né à Bucksport, Maine, est un philologue américain.

## Biographie
Il est diplômé de Yale en 1886, y est étudiant diplômé pendant trois ans et étudie à l'École américaine d'études classiques à Athènes à Athènes de 1887 à 1889, et à Leipzig de 1889 à 1892.
En 1892, il devient professeur de philologie comparée sanscrite et indo-européenne à l'Université de Chicago,  et est plus tard nommé professeur "Martin Ryerson" de philologie comparée.
Au début de sa carrière, il se concentre sur les dialectes italiques, notamment parmi ses travaux publiés, Der Vocalismus der oskischen Sprache (1892), The Oscan - Umbrian Verb-System (1895) et Grammar of Oscan and Umbrian, with a collection of inscriptions and a glossary (1904), et un précis des langues italiques dans Johnson's Universal Cyclopaedia. Il collabore avec W.G. Hale à la préparation de A Latin Grammar (1903).
Plus tard, il travaille sur les dialectes grecs, publiant : The Greek dialects; grammar, selected inscriptions, glossary (1910), Comparative grammar of Greek and Latin (1933) ; et sur des questions indo-européennes plus générales.
Son Dictionary of Selected Synonyms in the Principal Indo-European Languages (dictionnaire de synonymes sélectionnés dans les principales langues indo-européennes) est appelé par Calvert Watkins (en) "un trésor de mots, d'origines de mots, d'expressions et d'idées ..., un monument à un grand érudit américain".